# Герб Бессарабії
Герб Бессарабії був створений після його анексії Російською імперією, в 1812 році, і відображав нову політичну ситуацію в провінції.
Герб Бессарабії, створений між 1815 і 1817 роками, включав пересічений на золото і синь щит. У першій половині - герб імперії: двоголовий орел, прикрашений золотою короною, тримає в кігтях скіпетр і увінчану хрестом земну кулю. У синій половині зображений старий герб Молдови: голова тура. Згідно з імперським рішенням від 27 березня та 13 квітня 1826 року, герб зазнав незначних змін: у червоній верхній половині орел тримає смолоскип та блискавку в правих пазурях, а в лівій - лавровий вінок. На її грудях зображений червоний щит зі святим Георгієм, що вбиває дракона списом на білому коні. Нижня половина стала золотою.
У 1878 році зовнішній вигляд герба був докорінно змінений. Голова бика була зображена на блакитному щиті, з червоними очима, язиком і рогами. Між рогами розміщували п'ятипроменеву зірку, голову оточували троянда (праворуч) і півмісяць (ліворуч). Щит облямований кольорами Романових: золотом, сріблом і чорною фарбою.
У 1918 р. на документах союзу з Румунією був використаний старий герб воєводства Молдови.[джерело?]
Після Другої світової війни більша частина[джерело?] Бессарабії була перетворена на радянську соціалістичну республіку. Нове утворення отримало герб відповідно до решти СРСР, не пов'язаного з історичним минулим. Події, що відбулися в цій країні після 1989 р., визначили формування нового герба з метою позначення новоствореної суверенної держави. Таким чином, герб Республіки Молдова відновив у своєму складі стару голову тура.

Герб Молдавської Демократичної Республіки
Герб Молдавської РСР
Герб Молдови
Малий герб Молдови